# 매지컬 파워 마코
매지컬 파워 마코(Magical Power Mako, マジカル・パワー・マコ, 본명은：栗田 誠, 1956년~)는 시즈오카현 다가타군 슈젠지마을 (이즈시) 출생의 음악가로 흔히 '마코'라 불린다. 

## 70년대
중학생때부터 작곡을 시작해 14세에 오픈 릴테이프 녹음기를 이용해 자작곡 녹음을 시작했다. 71년 중학교 졸업후 동경으로 가서 철공소 아르바이트를 하며 중 학교에서 노래를 만들기 시작해 친형과 겐게(紫雲英)라는 밴드를 만들었다. 시부야의 클럽 쟌쟌(渋谷ジァン・ジァン)을 중심으로 활동을 시작했다.
72년부터 주목받기 시작해 고작 16세인데 일본방송협회 다큐멘터리 음악담당을 맡아 천재 음악소년이라는 평을 들었다. 이 즈음 하이노 케이지를 알게되어 이후 계속 교류했다.
73년 쟌쟌에서 공연을 본 작곡자  広瀬量平 에게 인정받아 NHK에 출연하게 되는데 한낮의 음악선물「ひるのプレゼント」이라는 프로에서 하이노 케이지와 함께 연주했다가 시청자의 불평세례를 받았다. 타케미츠 토오루와 알게되어 그가 담당한 영화 「化石の森」  OST 녹음에 참여했다. 또 영화 「卑弥呼」와 드라마 「未来への遺産」의 음악도 맡았다. 이 즈음 집에서 테이프 콜라주 등을 이용해 특수효과를 주기 시작한다. 거칠지만 실험적인 작품을 엄청나게 창작했다고 하며 집에는 300종에 달하는 악기가 있었다.
1집 「マジカル・パワー」(74)를 메이저인 폴리도어에서 발매한다. 기상천외한 실험적 음악으로 찬사를 받은바 있다. 2집 「スーパーレコード」(75)를 내고 멤버들과 밴드활동을 했다. 76년엔 드라마 「タウン」에 출연하고 16회 니혼텔레필름 기술상 녹음부문 수상.
밴드 편성으로 77년에 앨범 「JUMP」를 낸다. 기존 멤버들과는 녹음만 했고 이후 활동은 다른 밴드로 하게 되는데 밴드명을 L5라고 했다. 훗사시의 미군부대 근처를 거점삼아 라이브를 해나갔으며 주요 연주장소는 치킨섁 「チキンシャック」이나 「UZU」같은 곳이었다. 시부야(渋谷西武デパートB館)에서 앨범 발매 이벤트를 하기도 했으며 이때도 마코의 라이브 무대가 그리 흔하지 않았기 때문에 유명인들이 꽤 가서 공연을 보았다고 한다. 이 해에 이탈리아 국제방송상을 받았다. 

## 80년대 이후
80년에 고향인 슈젠지(修善寺)로 돌아왔다. 마코를 찾아온 요시다 카즈마사(吉田和正)와 함께 슈젠지를 거점으로 음악활동을 시작한다. 주로 아날로그 신디사이저와 퍼커션을 함께 구사하는 스타일이었으며 이 시기의 음악 일부가 CD로 출시되었다. 두 사람은 또 앰비언트 테크노나 하우스 테크노의 초기 형태의 음악을 이미 만들고 있었다. 이후 이즈의 라이브 하우스 등에서 후배들 음악을 프로듀스 해주기도 했다.
80년대엔 주로 연주음악을 발표했으며 85년엔 MSX 컴퓨터를 이용한 음악 「mAgicAl compUteR MusiC」을 발표했다. 86년엔 사이토 유키 (1966년)가 주연한 드라마 아디오스 켄타우르스「アディオスケンタウルス」의 음악을 담당했다.
90년대 들어와서 외계인과의 교신을 위한 음악「宇宙人との交信のための音楽 시리즈를 시작했다. 93년에는 73-75년 사이에 작업한 곡들을 모아 5장의 CD로 발매했다.
2001년 인디밴드 페스티벌이 시부야 클럽 콰트로에서 열렸는데 여기에 오오토리(オオトリ)라는 팀으로 참가했다. 20년만에 초기 드러머 요시다가 참여해주었다.
2007년엔 에비스의 클럽 MILK의 폐업기념 공연에 보어덤스의 기타 田畑満와 함께 Inner Trance Orchestra（ITO）의 멤버로 출연했다.

## 음반 목록
- 1974 1st Album 『MAGICAL POWER』(Polydor)
- 1975 2nd Album 『SUPER RECORD』(Polydor)
- 1977 3rd Album 『JUMP』(Polydor)
- 1981 4th Album 『WELCOME TO THE EARTH』 (TOSHIBA EMI)
- 1982 5th Album 『Music from heaven』(Marquee)
- 1985 6th Album 『Magical Computer Music』(CBS SONY)
- 1993 7th Album 『HAPPY EARTH』(TTV)
- 8th Album 『Next Millennium Vibrations』(UAA)
- 9th Album - 13th Album 『HAPMONIYM #1-5』(MoM'n' DaD)
- 1994 14th Album 『TRANCE RESONANCE』(Marquee)
- 1995 15th Album 『LO POP DIAMONDS』(Marquee)
- 16th Album 『COSMO VISION』(八幡書店／KeroJetter Records)
- 17th Album 『Next Millenium Vibrations』(八幡書店／KeroJetter Records)
- 18th Album 『KeroJetter NO.1』(八幡書店／KeroJetter Records)
- 19th Album 『Human! Get out from the earth quickly』(八幡書店／KeroJetter Records)
- 20th Album 『BLUE DOT』(Marquee)
- 1996 『Tokyo Compilation』(Virgin Records)
- 21st Album 『No Goverment after Revolution』(Marquee)
- 1998 『EROtic ELOhim』(KeroJetter Records)
- 『Magic/Magical Power Mako』(Marquee)